# Горишка Вас (Мирна Печ)
Горишка Вас (словен. Goriška vas) — поселення в общині Мирна Печ, регіон Південно-Східна Словенія, Словенія.